# 丁洁
丁洁（1958年—），汉族，中华人民共和国政治人物、第十一届、第十二届、第十三届全国政协委员。
担任北京大学第一医院副院长。2008年，当选第十一届全国政协委员，代表无党派人士，分入第十四组。并担任教科文卫体委员会专委。2018年1月，当选第十三届全国政协委员。